# Mack Swain
Mack Swain (ur. 16 lutego 1876 w Salt Lake City, zm. 25 sierpnia 1935 w Tacoma) – amerykański aktor filmowy.

## Wybrana filmografia
- 1913: Fatty Joins the Force jako Policjant na posterunku
- 1914: Charlie królem jako Król Low-brow
- 1914: Charlie dentystą jako Pacjent
- 1914: Charlie kelnerem jako strażnik
- 1914: Zabawny romans Charliego i Loloty
- 1921: Nieroby jako ojciec
- 1923: Pielgrzym jako duży diakon
- 1925: Gorączka złota jako Jim McKay
- 1927: See You in Jail jako Glottenheimer
- 1929: Ostatnie ostrzeżenie
- 1932: Lighthouse Love

## Wyróżnienia
Posiada swoją gwiazdę na Hollywoodzkiej Alei Gwiazd.